# 29 oktober
29 oktober is de 302de dag van het jaar (303de dag in een schrikkeljaar) in de gregoriaanse kalender. Hierna volgen nog 63 dagen tot het einde van het jaar.

## Gebeurtenissen
- Algemeen
  - 539 v.Chr. - De Perzische koning Cyrus II de Grote komt in de stad Babylon aan, verslaat Nabonidus en eindigt de Babylonische ballingschap.[1] Hij geeft de Joden toestemming om terug te keren naar de Juda (huidige Israël) om de Tweede tempel te herbouwen, maar de meesten kiezen om te blijven.
  - 437 - De 18-jarige Valentinianus III trouwt in Constantinopel met Licinia Eudoxia, dochter van keizer Theodosius II. Hiermee worden beide takken van de Theodosiaanse dynastie verenigd.
  - 1983 - In Den Haag vindt de grootste demonstratie uit de Nederlandse geschiedenis plaats. Aan de demonstratie tegen het plaatsen van kruisraketten in Nederland doen ongeveer 550.000 mensen mee.[1]
  - 1994 - Een man met een halfautomatisch geweer schiet in Washington D.C. acht tot dertig kogels af op het Witte Huis, waarbij een ruit sneuvelt. Twee omstanders overmeesteren hem.
  - 2009 - In het Limburgse Stein brandt een winkelcentrum met meer dan 40 winkels, 2 banken, 1 restaurant en 6 woningen volledig uit.
  - 2010 - In Londen en Dubai worden bommen gevonden in vrachtvliegtuigen onderweg van Jemen naar de Verenigde Staten.
  - 2024 - In de regio Valencia in Spanje is door noodweer veel water van rivieren buiten hun oevers getreden. Straten en wegen zijn ondergelopen en weggespoeld. Uiteindelijk vallen er meer dan 200 doden en worden er nog tientallen mensen vermist door de Overstromingen van oktober 2024 in Spanje.
- Criminaliteit en veiligheid
  - 2022 - In Itaewon, een wijk van de Zuid-Koreaanse hoofdstad Seoel, vallen tijdens een halloweenviering ca. 150 doden doordat een grote groep mensen in een nauwe straat in de verdrukking komt.[2]
  - 2023 - Bij een schietpartij tijdens een halloweenviering in de Amerikaanse stad Tampa (Florida) vallen zeker twee doden en achttien gewonden. Volgens de politie is een vechtpartij tussen twee groepen de aanleiding voor het geweld.[3]
  - 2023 - In de Russische autonome republiek Dagestan bestormt een menigte op de luchthaven van de hoofdstad Machatsjkala een uit Tel Aviv afkomstig vliegtuig en scandeert daarbij islamitische leuzen. Er vallen een twintigtal gewonden en er worden naderhand tientallen relschoppers opgepakt.[4][5]
- Infrastructuur
  - 2006 - Bij een vliegtuigcrash in Nigeria komen 97 mensen om het leven.
  - 2018 - Een Boeing 737 MAX 8 onderweg van Jakarta naar Pangkal Pinang, Lion Air-vlucht 610, stort neer in de Javazee. Aan boord bevonden zich 181 passagiers en 8 bemanningsleden. Alle inzittenden kwamen om het leven.
- Kunst en cultuur
  - 2023 - Historicus Martin Bossenbroek ontvangt de Libris Geschiedenis Prijs voor zijn boek De Zanzibardriehoek. Volgens de jury is het "zowel een publieksboek dat leest als een avonturenroman als een belangrijke bijdrage aan de geschiedschrijving over het slavernijverleden".[6]
- Media
  - 1986 - De lokale omroep Vrolek wordt opgericht naar aanleiding van het Lekkerkerkse gifschandaal. Burgemeester Hans Ouwerkerk leest een tijd lang iedere dag om 18:00 uur het laatste nieuws over dit schandaal voor, live op de radio.
  - 2011 - Edwin van der Sar krijgt op zijn 41e verjaardag de Greatest Man Award 2011 uitgereikt. De prijs is een jaarlijkse prijs die magazine JFK toekent.
  - 2017 - De KRO-NCRV zendt de laatste aflevering uit van de populaire misdaadserie Penoza.
- Muziek
  - 1983 - Tijdens een demonstratie tegen kruisraketten in Den Haag brengt Klein Orkest voor het eerst het nummer Over de muur ten gehore.[7]
- Oorlog
  - 1944 - De Poolse 1e Pantserdivisie bevrijdt Breda.[1]
  - 1956 - Na geheime besprekingen met Groot-Brittannië en Frankrijk valt Israël de Sinaï binnen.
  - 1992 - Op meerdere plaatsen in Angola gaat de voormalige verzetsbeweging UNITA in de aanval, waarmee de hervatting van de burgeroorlog in Angola een feit is, aldus volgers.
- Politiek
  - 1422 - Karel VII van Frankrijk volgt zijn vader Karel VI op.
  - 1890 - De Staten-Generaal, in verenigde vergadering bijeen, verklaren de Nederlandse koning Willem III wegens ziekte buiten staat de regering waar te nemen. Op 23 november van datzelfde jaar zou hij komen te overlijden.
  - 1923 - Stichting van de republiek Turkije.[1]
  - 1990 - In Parijs ondertekenen de Franse president François Mitterrand en de Sovjet-Russische president Michail Gorbatsjov een vriendschapsverdrag.[1]
  - 2013 - Het meesterbrein van een groep blanke extremisten in Zuid-Afrika, die Nelson Mandela wilde vermoorden, wordt veroordeeld tot 35 jaar cel. De voormalig universiteitsdocent Mike du Toit behoort tot de rechts-extremistische groepering Boeremag (boerenstrijdkracht).
  - 2015 - Na vijf jaar heft de Europese Unie de sancties op tegen de Wit-Russische president Aleksandr Loekasjenko en 169 van zijn landgenoten.
- Religie
  - 1379 - Adolf I van Nassau-Wiesbaden-Idstein ontvangt in Eltville het pallium als aartsbisschop van Mainz van tegenpaus Clemens VII.
  - 1591 - Kardinaal Giovanni Antonio Facchinetti wordt gekozen tot Paus Innocentius IX.[1]
  - 1618 - Zaligverklaring van Paschalis Baylon, Spaans Franciscaans broeder, door Paus Paulus V.
  - 1945 - Bisschopswijding van de Nederlander Martin Lucas, apostolisch delegaat in Zuid-Afrika, door kardinaal Pietro Fumasoni Biondi.
- Sport
  - 1911 - Luxemburg speelt de eerste voetbalinterland uit zijn geschiedenis en verliest met 4-1 van Frankrijk.
  - 2023 - In de Formule 1 noteert de Nederlandse coureur Max Verstappen in Mexico de zestiende zege van het seizoen en daarmee verbreekt hij zijn eigen record van vorig jaar. Verstappen evenaart met zijn 51e overwinning van zijn loopbaan de prestatie van de gestopte Franse coureur Alain Prost.[8]
  - 2023 - De Eindhovense voetbalclub PSV verslaat AFC Ajax met 5-2 waardoor de Amsterdamse club op de laatste plaats in de Eredivisie staat, hetgeen nooit eerder is voorgekomen in de historie van de club.[9]
  - 2023 - Het Nederlands korfbalteam sleept voor de elfde keer de wereldtitel in de wacht door het team van gastland Taiwan met 27-9 te verslaan.[10]
- Wetenschap en technologie
  - 1651 - Christiaan Huygens schrijft als eerste in de geschiedenis natuurkundige formules op.[1] Deze gaven de correcte theorie voor impuls- en energiebehoud bij botsingen, een verbetering van de botsingswetten van Descartes.
  - 1675 - Leibniz gebruikt voor het eerst het {\displaystyle \int ^{}}-teken voor integralen.
  - 1969 - In ARPANET wordt de eerste verbinding tussen twee computers gemaakt.
  - 1991 - Het Galileo ruimtevaartuig dat op weg is naar de planeet Jupiter vliegt op een afstand van 16.200 km langs de planetoïde (951) Gaspra.[11]
  - 2018 - Op Texel is de roodoogvireo gespot. De uiterst zeldzame zangvogel uit Noord-Amerika is verdwaald op trektocht van Noord- naar Zuid-Amerika.
  - 2022 - Lancering met een Lange Mars 2D raket van China Aerospace Science Corporation (CASC) vanaf lanceerbasis Jiuquan SLS-2 van de geheime Shiyan 20C missie met de gelijknamige satelliet.[12]
  - 2023 - Lancering van een Falcon 9 raket van SpaceX vanaf Vandenberg Space Force Base SLC-4E voor de Starlink group 7-6 missie met 22 Starlink satellieten.[13]

## Geboren

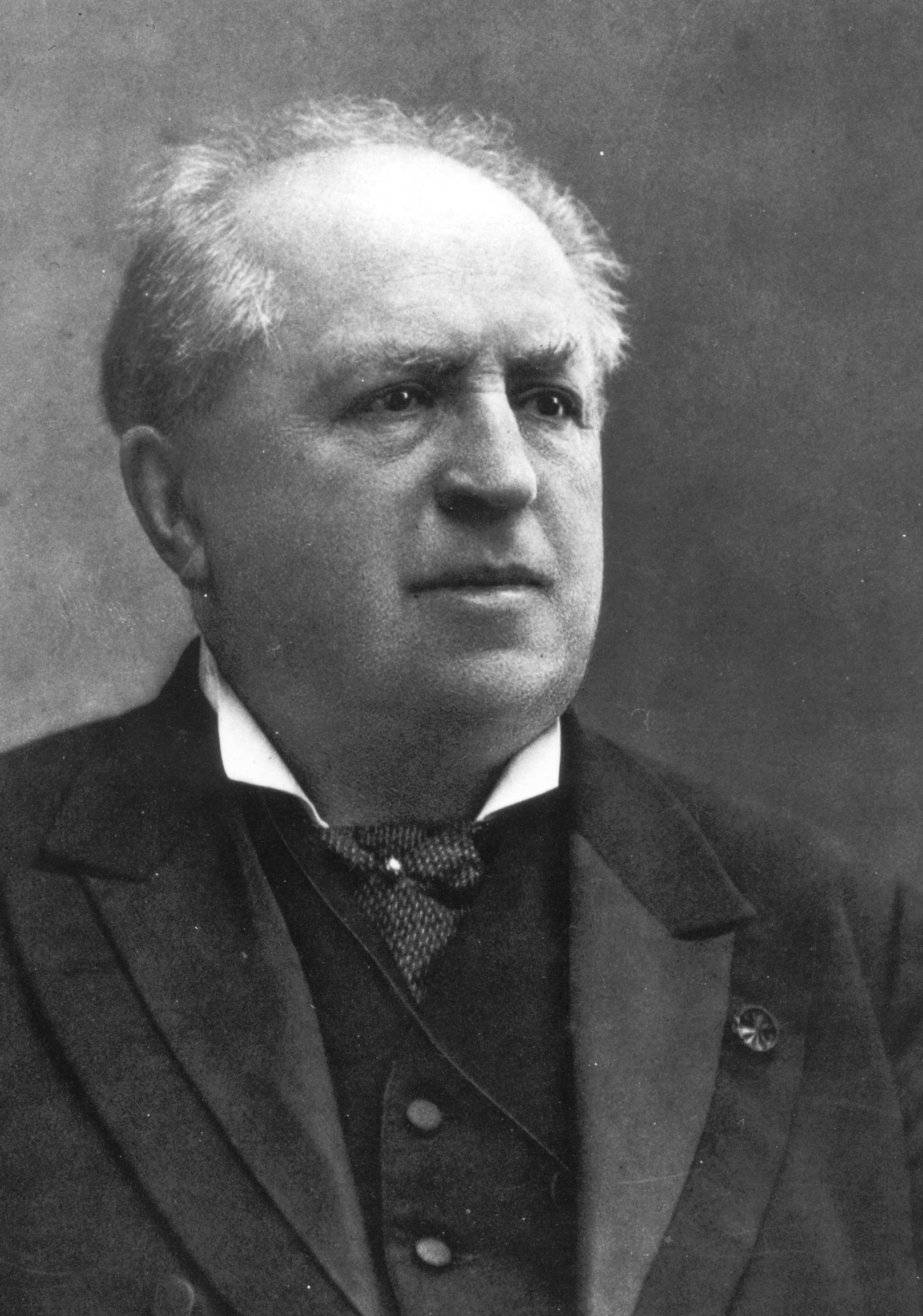
Abraham Kuyper
geboren in 1837

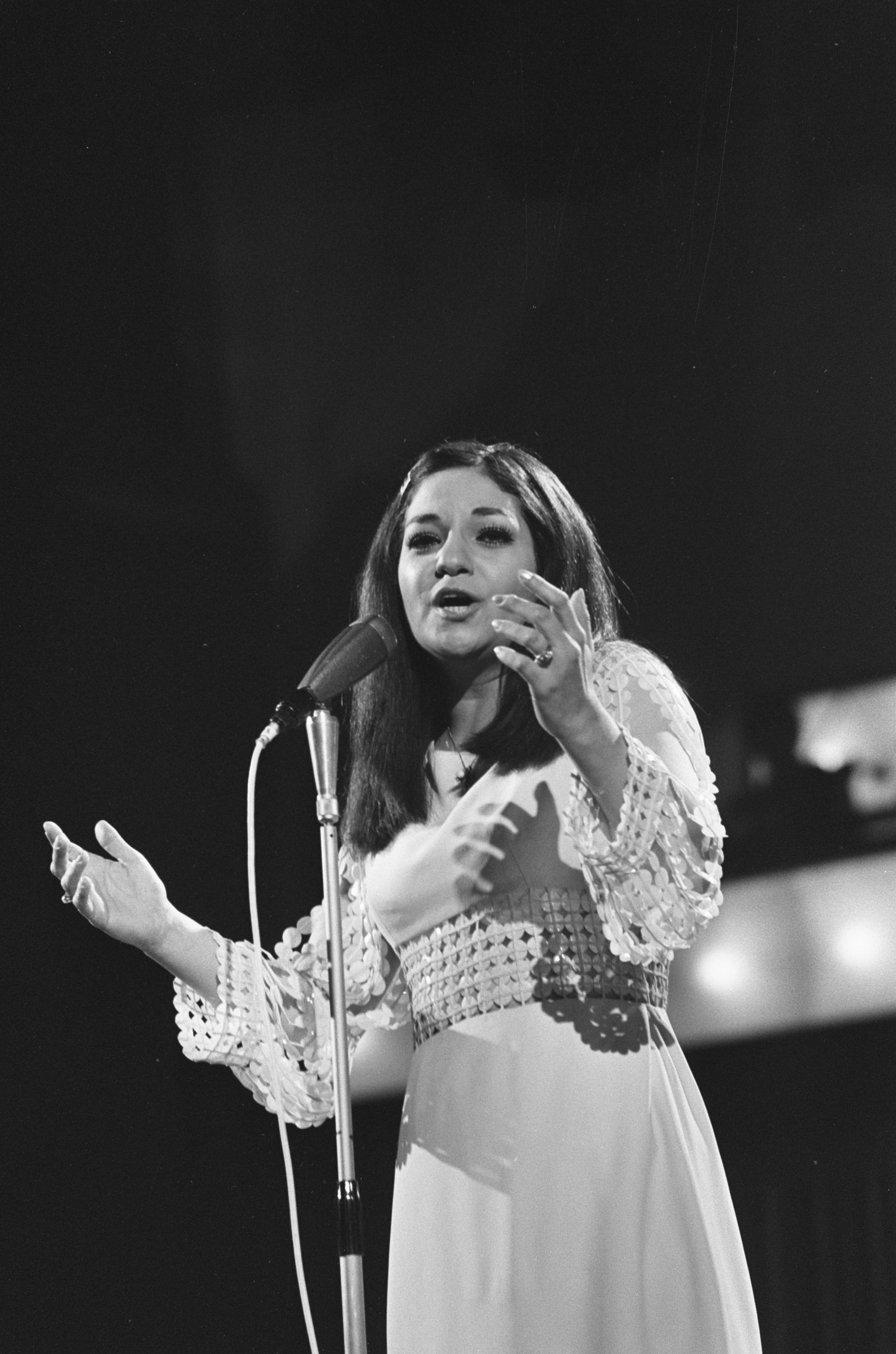
Frida Boccara
geboren in 1940

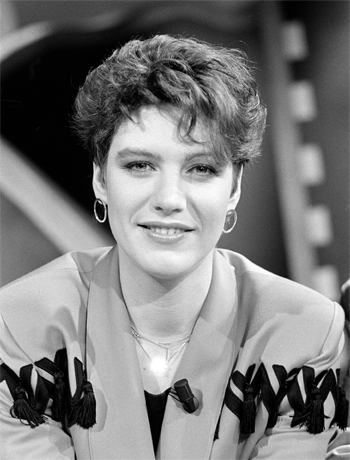
Myrna Goossen
geboren in 1962

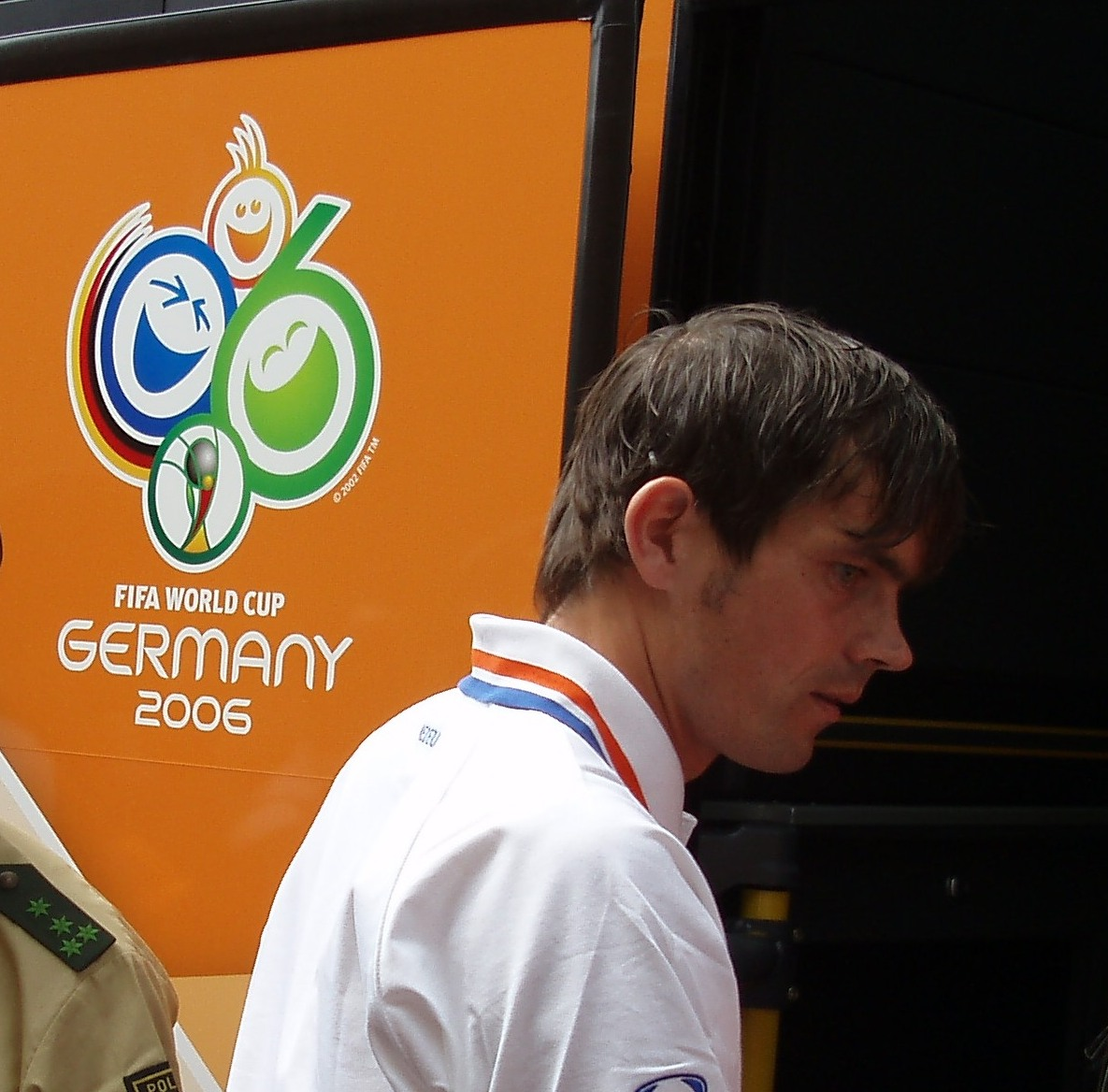
Phillip Cocu
geboren in 1970

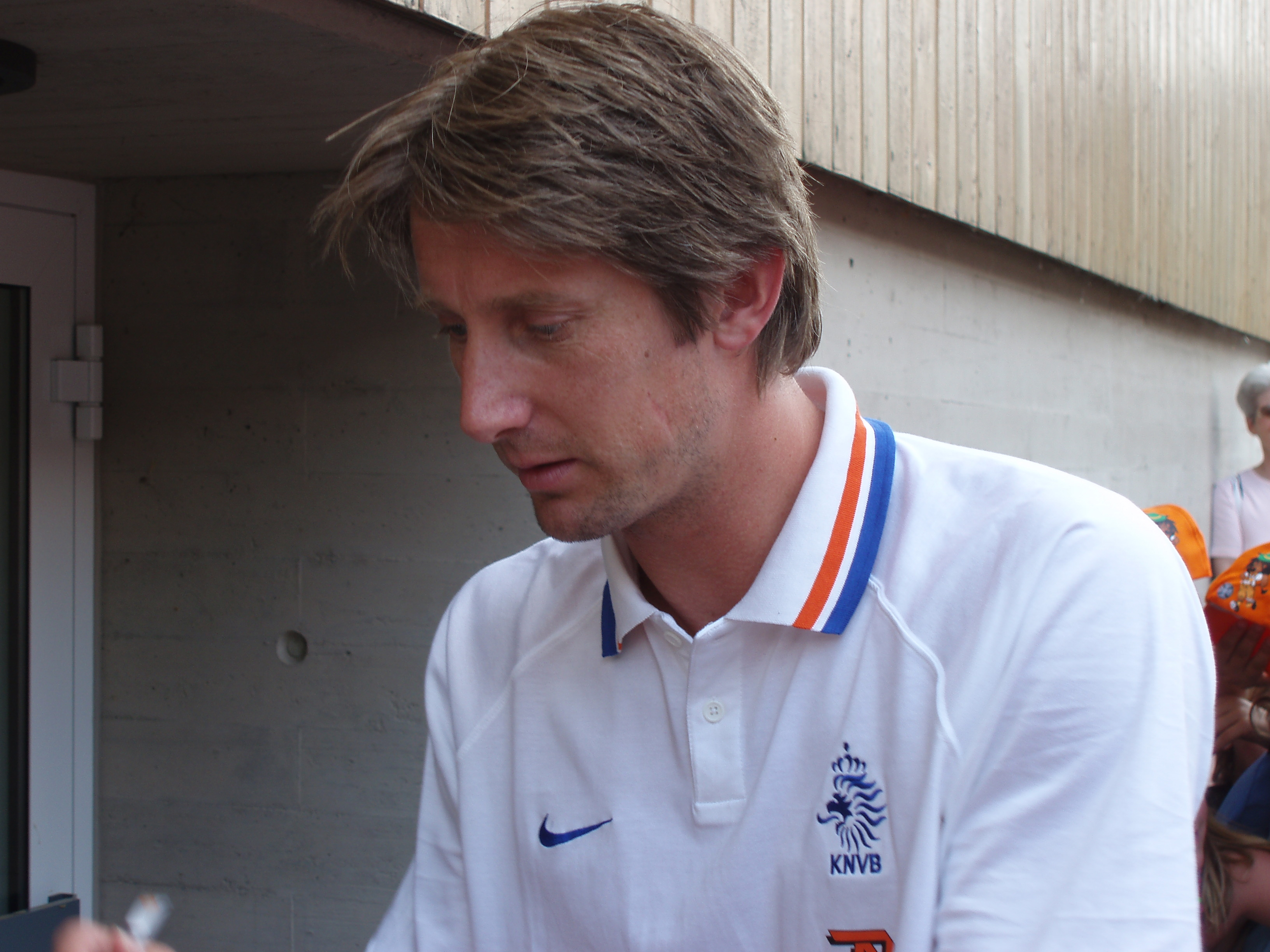
Edwin van der Sar
geboren in 1970

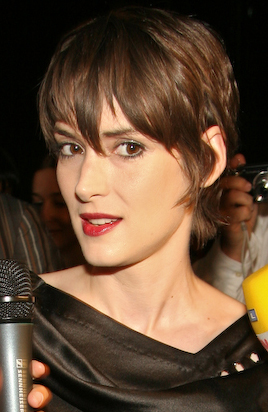
Winona Ryder
geboren in 1971

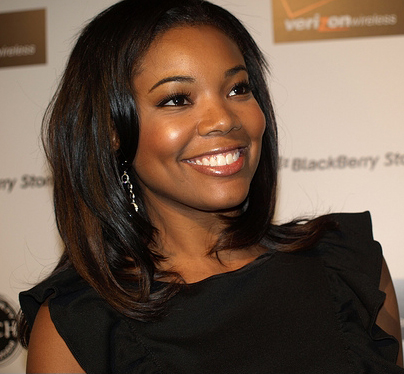
Gabrielle Union
geboren in 1972

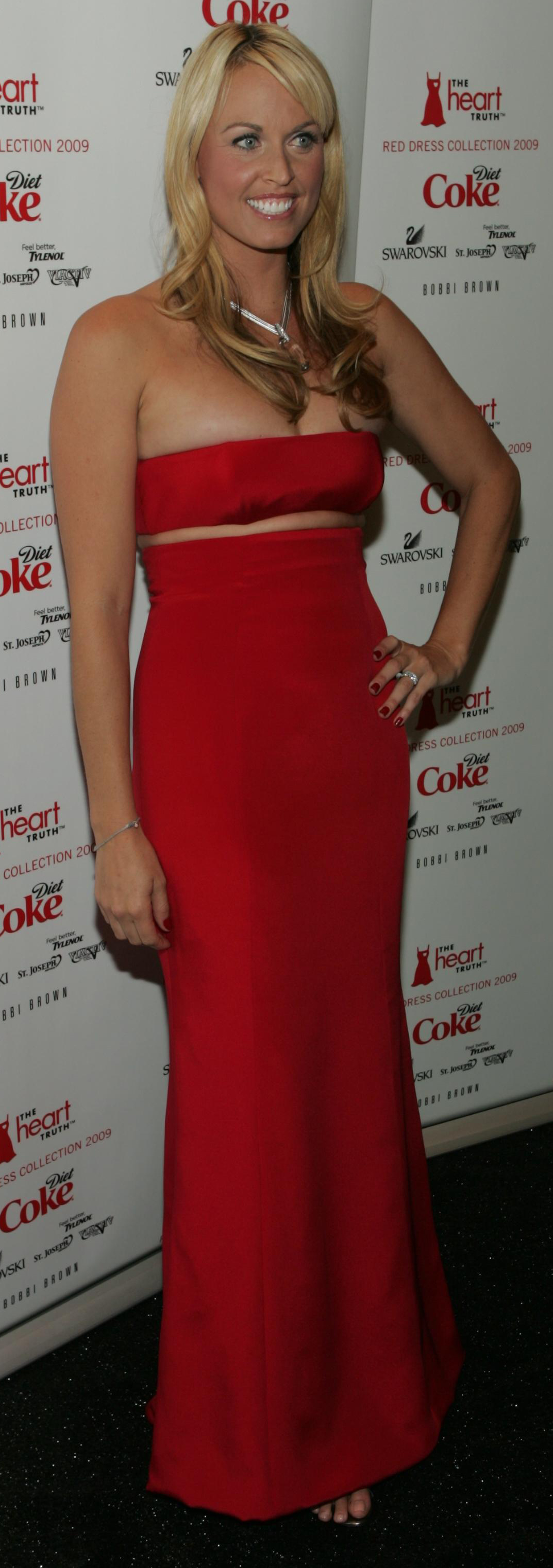
Amanda Beard
geboren in 1981

- 1507 - Fernando Álvarez de Toledo - de hertog van Alva -, Spaans legeraanvoerder in de Tachtigjarige Oorlog (overleden 1582)
- 1629 - Agneta Block, Nederlands botanica (overleden 1704)
- 1808 - Caterina Scarpellini, Italiaans sterrenkundige (overleden 1873)
- 1811 - Louis Blanc, Frans journalist, historicus en politicus (overleden 1882)
- 1816 - Ferdinand II van Portugal, koning van Portugal (overleden 1885)
- 1822 - Gerardus Petrus Booms, Nederlands militair, politicus en schrijver (overleden 1897)
- 1824 - Wilhelm Wickop, Duits architect (overleden 1908)
- 1837 - Abraham Kuyper, Nederlands theoloog en politicus (overleden 1920)
- 1866 - Antonio Luna, Filipijns generaal (overleden 1899)
- 1877 - Narcisa de Leon, Filipijns filmproducent (overleden 1966)
- 1882 - Maximiliano Hernández Martínez, Salvadoraans dictator (overleden 1966)
- 1888 - Eliseo Brown, Argentijns voetballer (datum overlijden onbekend)
- 1890 - Hans-Valentin Hube, Duits generaal (overleden 1944)
- 1890 - Alfredo Ottaviani, Italiaans curiekardinaal (overleden 1979)
- 1892 - Immigje Kiers, Nederlands verzetsstrijder (overleden 1982)
- 1897 - Joseph Goebbels, Duits nazi-minister van propaganda (overleden 1945)
- 1897 - Billy Walker, Engels voetballer en voetbaltrainer (overleden 1964)
- 1900 - Rudolf Lippert, Duits ruiter (overleden 1941)
- 1900 - Loudi Nijhoff, Nederlands actrice (overleden 1995)
- 1905 - Albert E. Brumley, Amerikaans componist van gospelmuziek (overleden 1977)
- 1907 - Guerino Bertocchi, Italiaans autocoureur (overleden 1981)
- 1909 - Konrad Freiherr von Wangenheim, Duits ruiter (overleden 1953)
- 1909 - Frank Wykoff, Amerikaans atleet (overleden 1980)
- 1910 - Alfred Ayer, Brits filosoof (overleden 1989)
- 1910 - Aurélie Nemours, Frans kunstschilderes (overleden 2005)
- 1912 - Leo Fuld, Nederlands zanger (overleden 1997)
- 1915 - Milt Fankhouser, Amerikaans autocoureur (overleden 1970)
- 1917 - Georges De Jonghe, Belgisch atleet (overleden 1998)
- 1918 - Diana Serra Cary (Baby Peggy), Amerikaans kindactrice (overleden 2020)
- 1919 - Hans Klenk, Duits autocoureur (overleden 2009)
- 1921 - Joop Harmans, Nederlands wielrenner (overleden 2015)
- 1921 - René Vingerhoedt, Belgisch biljarter (overleden 2004)
- 1922 - Frans Henrichs, Nederlands sportverslaggever (overleden 1999)
- 1923 - Gerda van der Kade-Koudijs, Nederlands atlete (overleden 2015)
- 1924 - Danielle Mitterrand, Frans schrijfster en presidentsvrouw (overleden 2011)
- 1925 - Robert Hardy, Engels acteur (overleden 2017)
- 1925 - Klaus Roth, Brits wiskundige (overleden 2015)
- 1926 - Maurice Blomme, Belgisch wielrenner (overleden 1980)
- 1926 - Willy Schmidt, Nederlands voetballer (overleden 2020)
- 1926 - Jon Vickers, Canadees tenor (overleden 2015)
- 1928 - N. John Habraken, Nederlands architect en theoreticus (overleden 2023)
- 1929 - Jevgeni Primakov, Russisch politicus (overleden 2015)
- 1930 - Puck Brouwer, Nederlands atlete (overleden 2006)
- 1930 - Niki de Saint Phalle, Frans kunstschilderes en beeldhouwster (overleden 2002)
- 1932 - Margriet Heymans, Nederlands kinderboekenschrijfster en illustratrice (overleden 2023)
- 1932 - Ted Nash, Amerikaans roeier (overleden 2021)
- 1932 - Alex Soler-Roig, Spaans autocoureur
- 1934 - Pim Jacobs, Nederlands pianist en televisiepresentator (overleden 1996)
- 1934 - Merel Laseur, Nederlands actrice
- 1935 - André Nelis, Belgisch zeiler (overleden 2012)
- 1935 - Isao Takahata, Japans filmregisseur (overleden 2018)
- 1937 - Jef Claerhout, Belgisch beeldhouwer (overleden 2022)
- 1937 - Michael Ponti, Duits-Amerikaans pianist (overleden 2022)
- 1938 - Ruud van Hemert, Nederlands regisseur (overleden 2012)
- 1938 - Ellen Johnson Sirleaf, Liberiaans politicus
- 1939 - Vic Laureys, Belgisch politicus
- 1940 - Frida Boccara, Frans zangeres (overleden 1996)
- 1940 - Jack Shepherd, Engels acteur
- 1942 - Jan Pieterse, Nederlands wielrenner
- 1942 - Bob Ross, Amerikaans kunstschilder (overleden 1995)
- 1943 - Hennie Ardesch, Nederlands voetbaldoelman (overleden 2019)
- 1943 - Norman Hunter, Brits voetballer (overleden 2020)
- 1944 - Denny Laine, Brits zanger en muzikant (overleden 2023)
- 1944 - Robbie van Leeuwen, Nederlands gitarist
- 1944 - Fausto Leali, Italiaan zanger
- 1944 - Nelson Motta, Braziliaans producent en schrijver
- 1945 - Emilio Soriano Aladrén, Spaans voetbalscheidsrechter
- 1945 - Arnulfo Fuentebella, Filipijns politicus (overleden 2020)
- 1945 - Melba Moore (Beatrice Melba Hill), Amerikaans r&b-zangeres en actrice
- 1945 - Gerrit Ybema, Nederlands politicus (overleden 2012)
- 1946 - André Dierickx, Belgisch wielrenner
- 1946 - Oliver Bendt (Jörg Knoch), Duits zanger en acteur
- 1946 - Peter Green, Brits gitarist en songwriter; oprichter Fleetwood Mac (overleden 2020)
- 1946 - Oscar Más, Argentijns voetballer
- 1947 - Richard Dreyfuss, Amerikaans acteur
- 1947 - Henri Michel, Frans voetballer en voetbalcoach (overleden 2018)
- 1948 - Dick Voorn, Nederlands voetbaltrainer
- 1948 - Frans de Waal, Nederlands bioloog (overleden 2024)
- 1949 - Paul Orndorff, Amerikaans professioneel worstelaar (overleden 2021)
- 1950 - Abdullah Gül, Turks president 2007-14
- 1951 - Fausto Correia, Portugees politicus (overleden 2007)
- 1951 - Tiff Needell, Brits autocoureur en presentator
- 1952 - Udo Schmuck, Oost-Duits voetballer
- 1954 - Anita Meyer, Nederlands zangeres
- 1955 - Danijel Popović, Kroatisch zanger
- 1958 - Stefan Dennis, Australisch acteur
- 1958 - Ben Van Ostade, Belgisch acteur
- 1959 - Tamar Baruch, Nederlands actrice
- 1959 - John Magufuli, Tanzaniaans president (overleden 2021)
- 1960 - Dieter Nuhr, Duits comedian, satiricus en schrijver
- 1960 - Jestafi Pechlevanidi, Sovjet-Kazachs voetballer
- 1961 - Remco Boere, Nederlands voetballer
- 1961 - Randy Jackson, Amerikaans zanger en musicus
- 1961 - Cornelia Oschkenat, Duits atlete
- 1962 - Myrna Goossen, Nederlands presentatrice
- 1963 - Bram Bakker, Nederlands psychiater en publicist
- 1963 - Alexandra Simons-de Ridder, Duits amazone
- 1964 - Judith Pollmann, Nederlands historicus en hoogleraar
- 1964 - Roderick Veelo, Nederlands journalist en radio- en tv-presentator
- 1965 - Chen Xiaoxu, Chinees actrice en zakenvrouw (overleden 2007)
- 1966 - Egon Kracht, Nederlands contrabassist
- 1967 - Thorsten Fink, Duits voetballer en voetbalcoach
- 1967 - Joely Fisher, Amerikaans actrice
- 1968 - Karin Giphart, Nederlands auteur en singer-songwriter
- 1968 - Arend Glas, Nederlands bobsleeër
- 1968 - Johann Olav Koss, Noors schaatser
- 1969 - Ramon Baron, Nederlands radio-dj
- 1970 - Juan Castillo, Chileens voetballer
- 1970 - Phillip Cocu, Nederlands voetballer
- 1970 - Edwin van der Sar, Nederlands voetbaldoelman
- 1971 - Nasria Azaïdj, Algerijns atlete
- 1971 - Winona Ryder, Amerikaans actrice
- 1972 - Bart Dochy, Belgisch politicus
- 1972 - Gabrielle Union, Amerikaans actrice
- 1972 - Legna Verdecia, Cubaans judoka
- 1973 - Robert Pirès, Frans voetballer
- 1973 - Mahsa Vahdat, Iraans zangeres
- 1974 - Oliver Kovačević, Servisch voetbaldoelman
- 1974 - Alexandre Lopes, Braziliaans voetballer
- 1975 - Viorica Susanu, Roemeens roeister
- 1976 - Dameon Johnson, Amerikaans atleet
- 1976 - Ann Van den Broeck, Belgisch (musical)actrice
- 1977 - Juraj Czinege, Slowaaks voetballer
- 1977 - Matthijs Vellenga, Nederlands roeier
- 1978 - Judith Baarssen, Nederlands atlete
- 1978 - Martin Lel, Keniaans atleet
- 1978 - Alberto Saavedra Muñoz, Spaans voetballer
- 1980 - Ben Foster, Amerikaans acteur
- 1980 - Christophe van der Maat, Nederlands politicus (VVD)
- 1980 - Yuki Yokosawa, Japans judoka
- 1981 - Amanda Beard, Amerikaans zwemster
- 1981 - Georgios Fotakis, Grieks voetballer
- 1982 - Radomir Đalović, Montenegrijns voetballer
- 1983 - Freddy Eastwood, Engels-Welsh voetballer
- 1983 - Amit Paul, Zweeds zanger (A*Teens)
- 1984 - Eric Staal, Canadees ijshockeyer
- 1985 - Reinaldo Colucci, Braziliaans triatleet
- 1985 - Serdar Gözübüyük, Nederlands voetbalscheidsrechter
- 1985 - Lacey Nymeyer, Amerikaans zwemster
- 1986 - Myriam Soumaré, Frans atlete
- 1987 - Jessica Dubé, Canadees kunstschaatsster
- 1987 - Fleur East, Brits zangeres
- 1987 - Tove Lo, Zweeds zangeres (singer-songwriter)
- 1988 - Ryan Cochrane, Canadees zwemmer
- 1988 - Nassima Saifi, Algerijns paralympisch atlete
- 1989 - Primož Roglič, Sloveens wielrenner
- 1990 - Eric Saade, Zweeds zanger en presentator
- 1990 - Carlson Young, Amerikaans actrice en regisseuse
- 1991 - Hugo Haak, Nederlands baanwielrenner
- 1991 - Ramón Piñeiro, Spaans autocoureur
- 1991 - Harry Tincknell, Brits autocoureur
- 1992 - Cornelia Hütter, Oostenrijks alpineskiester
- 1992 - Jitske Visser, Nederlands paralympisch sportster
- 1993 - Yves Berendse, Nederlands zanger
- 1993 - Alberto Bettiol, Italiaans wielrenner
- 1993 - India Eisley, Amerikaans actrice
- 1993 - Lijpe (Abdel Achahbar), Nederlands rapper
- 1994 - Aurélien Panis, Frans autocoureur
- 1995 - Taku Hiraoka, Japans snowboarder
- 1995 - Tarran Mackenzie, Schots motorcoureur
- 1995 - Kohta Nozane, Japans motorcoureur
- 1996 - Loïc Meillard, Zwitsers alpineskiër
- 1996 - Astrid S, Noors zangeres
- 1998 - Danique Robijns, Nederlands zangeres
- 1998 - Lance Stroll, Canadees autocoureur
- 2001 - Dillon Jones, Amerikaans basketballer
- 2004 - Anis Yadir, Nederlands voetballer
- 2005 - José Antonio Rueda, Spaans motorcoureur
- 2006 - Tina Hausmann, Zwitsers autocoureur

## Overleden

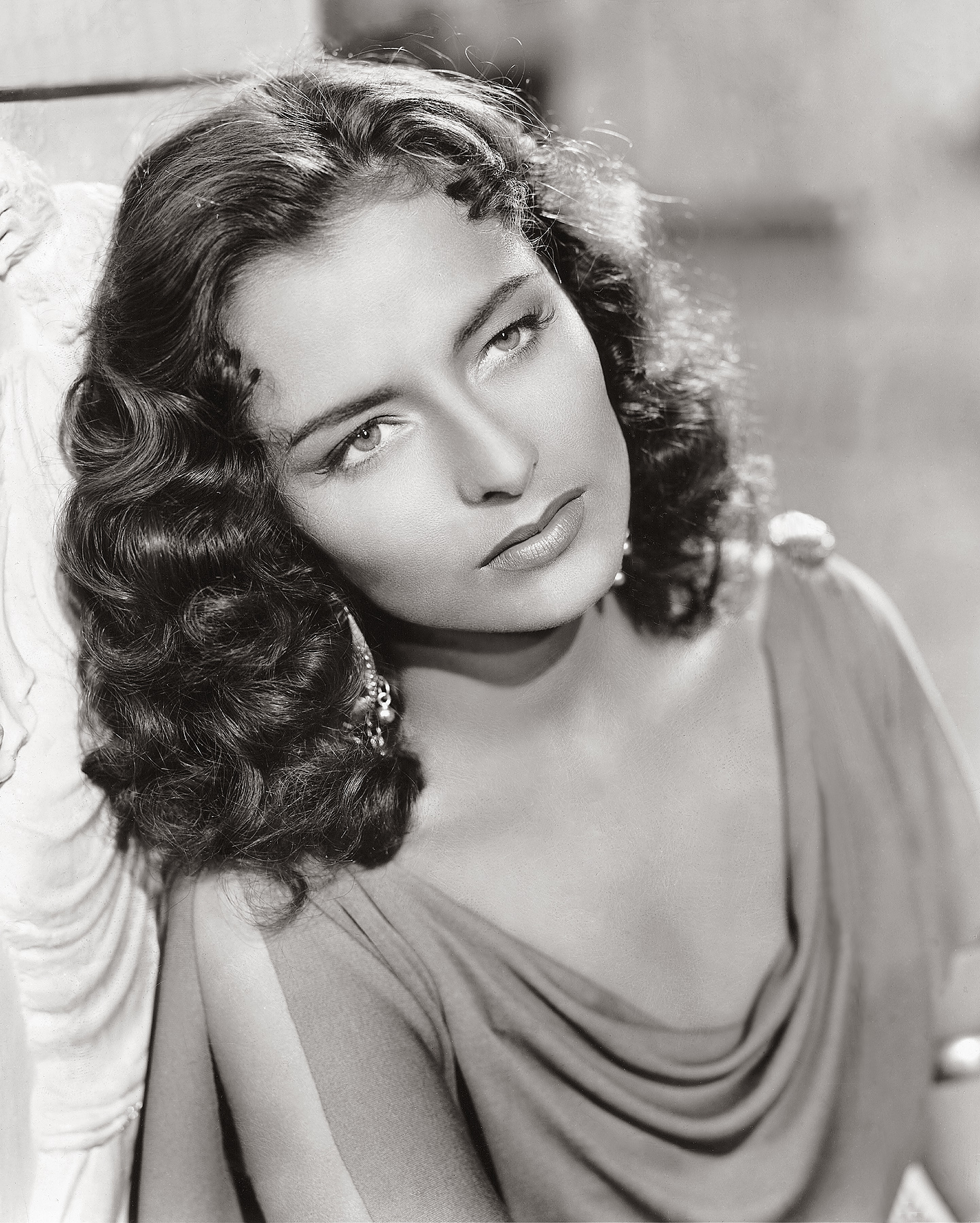
Marina Berti
overleden in 2002

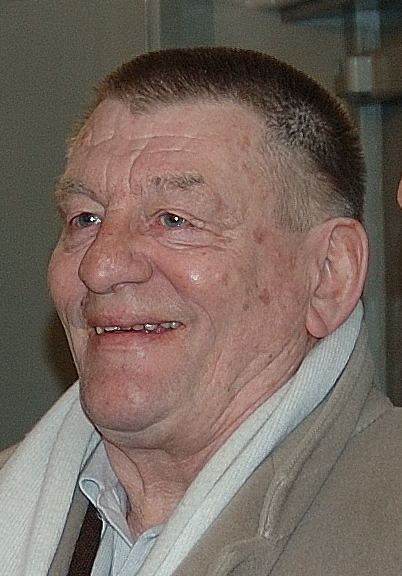
J. Bernlef
overleden in 2012

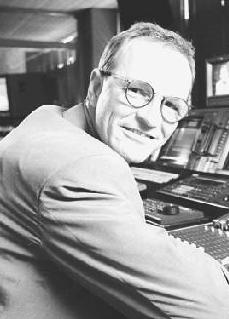
Kees Driehuis
overleden in 2019

- 1268 - Frederik I van Baden (19), markgraaf van Baden
- 1268 - Konradijn (16), koning van Sicilië en Jeruzalem
- 1321 - Stefan Uroš II Milutin, koning van Servië
- 1618 - Walter Raleigh (64), Brits schrijver, dichter, spion en ontdekker
- 1783 - Jean le Rond d'Alembert (65), Frans wiskundige, natuurkundige en filosoof
- 1822 - Dirk van Hogendorp (61), Nederlands militair en staatsman
- 1829 - Maria Anna Mozart (78), Oostenrijks pianiste
- 1879 - John Blackwood (60). Schots uitgever
- 1897 - Henry George (58), Amerikaans politiek econoom
- 1911 - Joseph Pulitzer (64), Amerikaans krantenmagnaat en uitgever
- 1918 - Rudolf Tobias (45), Estisch componist
- 1932 - Reveriano Soutullo Otero (52), Spaans componist
- 1939 - Albrecht van Württemberg (73), hertog van Württemberg en bevelhebber in het Duitse leger
- 1949 - George Gurdjieff (77), Grieks-Armeens mysticus
- 1950 - Koning Gustaaf V van Zweden (92)
- 1951 - Louise Went (86), Nederlands pionier op het gebied van volkshuisvesting en maatschappelijk werk
- 1952 - Hendrik Jan Wolter (79), Nederlands schilder
- 1957 - Louis B. Mayer (75), Amerikaans filmproducent
- 1961 - Tiny Sandford (67), Amerikaans acteur
- 1966 - Robert Charpentier (50), Frans wielrenner
- 1969 - Antony Kok (86), Nederlands schrijver en dichter
- 1971 - Duane Allman (24), Amerikaans gitarist
- 1974 - Debora Duyvis (88), Nederlands kunstenares en graficus
- 1974 - Victor E. van Vriesland (82), Nederlands dichter en criticus
- 1980 - George Borg Olivier (69), Maltees premier
- 1981 - Georges Brassens (60), Frans chansonnier
- 1982 - Sidney Kirkman (87), Brits generaal
- 1986 - Sem Presser (68), Nederlands fotograaf
- 1991 - Mario Scelba (90), Italiaans politicus
- 1994 - Frans van Beeck Calkoen (89), Nederlands bestuurder
- 1997 - Anton Szandor LaVey (67), Amerikaans oprichter van het modern satanisme
- 2000 - Carlos Guastavino (88), Argentijns componist en pianist
- 2002 - Marina Berti (78), Italiaans actrice
- 2003 - Franco Corelli(82), Italiaans tenor
- 2004 - Prinses Alice (102), Brits prinses
- 2005 - Julius Yeshu Çiçek (63), Aartsbisschop van de Syrisch-orthodoxe kerk in Midden-Europa
- 2005 - Jan Niers (80), Nederlands politicus
- 2007 - Jan Borkus (87), Nederlands hoorspel- en stemacteur
- 2007 - Christian d'Oriola (79), Frans schermer
- 2007 - André Vanden Broucke (79), Belgisch vakbondsman
- 2008 - Nel van Balen Blanken (90), Nederlands atlete
- 2006 - Cor Brom (76), Nederlands voetballer en voetbaltrainer
- 2009 - Jürgen Rieger (63), Duits politicus
- 2010 - Ronnie Clayton (76), Engels voetballer
- 2011 - Jimmy Savile (84), Brits presentator en diskjockey
- 2011 - Cas Spijkers (65), Nederlands tv-kok en auteur
- 2012 - J. Bernlef (75), Nederlands schrijver
- 2012 - Cordelia Edvardson (83), Zweeds journalist van Duits-Joodse afkomst
- 2013 - Leo Morpurgo (89), Surinaams journalist en hoofdredacteur
- 2013 - Jan van de Ven (88), Nederlands politicus
- 2014 - Rainer Hasler (56), Liechtensteins voetballer
- 2014 - Klas Ingesson (46), Zweeds voetballer en voetbaltrainer
- 2015 - Ernesto Herrera (73), Filipijns politicus, advocaat en vakbondsleider
- 2017 - Dennis Banks (80), inheems Amerikaans leider, leraar, spreker, activist en auteur
- 2017 - Ninian Stephen (94), Australisch jurist en politicus
- 2017 - Keith Wilder (65), Amerikaans zanger
- 2018 - Klaas Bruinsma (87), Nederlands vertaler en dichter
- 2018 - Lodi Gyari (69), Tibetaans diplomaat
- 2018 - Andrea Manfredi (26), Italiaans wielrenner
- 2019 - Kees Driehuis (67), Nederlands journalist en presentator
- 2020 - Béla Síki (97), Hongaars-Zwitsers pianist
- 2022 - Hugo Camps (79), Belgisch journalist, columnist en schrijver
- 2023 - Charlie Aitken (81), Schots voetballer
- 2024 - Rayda Jacobs (77), Zuid-Afrikaanse schrijfster en filmregisseuse
- 2024 - Teri Garr (79), Amerikaans actrice

## Viering/herdenking

Dag v/d Republiek (Turkije)

- Turkije: Dag van de Republiek (Cumhuriyet Bayramı)
- Rooms-Katholieke kalender:
  - Heilige Narcissus van Jeruzalem († 215/22)
  - Heilige Hyacint(h) (van Lucania)
  - Heilige Ermelindis (van Meldert) († c. 595) - Gedachtenis (in aartsbisdom Mechelen-Brussel)
  - Heilige Abraham van Edessa († ca 366)
  - Heilige Eusebia van Bergamo († 3e eeuw)
  - Heilige Gaetano Errico († 1860)
  - Heilige Sigolinus van Stavelot († c. 670)
  - Heilige Abraham van Rostov († tussen 1037 en 1077)
  - Heilige Ida van Leeuw († c. 1260)
  - Zalige Chiara Badano († 1990)
- Wereld Psoriasis Dag

## Weerextremen

### Nederland
| | Officiële records | Officiële records | Officiële records |      | Landelijke records | Landelijke records | Landelijke records                |
| Gebeurtenis | Jaar              | Extreem           | Locatie           | Jaar | Extreem            | Locatie            |                                   |
| --- | ----------------- | ----------------- | ----------------- | ---- | ------------------ | ------------------ | --------------------------------- |
| Laagste etmaalgemiddelde temperatuur (°C) | 1922              | 0,7               | De Bilt           |      | 1922               | −1,2               | Eelde                             |
| Hoogste etmaalgemiddelde temperatuur (°C) | 2005              | 16,5              | De Bilt           |      | 2022               | 18,2               | Maastricht                        |
| Laagste minimumtemperatuur (°C) | 1997              | −5,1              | De Bilt           |      | 1997               | −7,5               | Twenthe                           |
| Hoogste minimumtemperatuur (°C) | 2005              | 13,5              | De Bilt           |      | 1913 2005          | 14,5               | Vlissingen Maastricht             |
| Laagste maximumtemperatuur (°C) | 1919              | 4,2               | De Bilt           |      | 1922               | 2,2                | Eelde                             |
| Hoogste maximumtemperatuur (°C) | 2022              | 21,1              | De Bilt           |      | 2022               | 24,6               | Eindhoven                         |
| Hoogste uurgemiddelde windsnelheid (m/s) | 1909              | 14,9              | De Bilt           |      | 2000               | 26,0               | IJmuiden                          |
| Hoogste windstoot (m/s) | 1956              | 24,7              | De Bilt           |      | 2000               | 35,0               | Vlieland                          |
| Langste zonneschijnduur (uur) | 1971              | 9,0               | De Bilt           |      | 1971 1991 1995     | 9,0                | De Bilt Lelystad Hoek van Holland |
| Langste neerslagduur (uur) | 1989              | 11,2              | De Bilt           |      | 2007               | 18,8               | Maastricht                        |
| Hoogste etmaalsom van de neerslag (mm) | 1929              | 32,2              | De Bilt           |      | 1929               | 32,2               | De Bilt                           |
| Laagste etmaalgemiddelde relatieve vochtigheid (%) | 1920              | 66                | De Bilt           |      | 1991 1997          | 61                 | Twenthe Eindhoven                 |
| Laagste uurwaarde luchtdruk op zeeniveau (hPa) | 1990              | 977,9             | De Bilt           |      | 1990               | 976,2              | Eelde                             |
| Hoogste uurwaarde luchtdruk op zeeniveau (hPa) | 1997              | 1039,3            | De Bilt           |      | 1997               | 1039,8             | Hoorn Terschelling                |
| Officiële records worden altijd gemeten op het KNMI-weerstation in De Bilt. Landelijke records kunnen worden gemeten op elk officieel KNMI-weerstation in Nederland. |                   |                   |                   |      |                    |                    |                                   |

Uitzonderlijke gebeurtenissen
- 1910 - Laatste officiële zachte dag van het jaar (maximumtemperatuur ≥ 15 °C in De Bilt)
- 1954 - Laatste officiële zachte dag van het jaar (maximumtemperatuur ≥ 15 °C in De Bilt)
- 2017 - Laatste officiële zachte dag van het jaar (maximumtemperatuur ≥ 15 °C in De Bilt)
- 2023 - Landelijk hoogste windstoot in m/s van oktober dit jaar gemeten in IJmuiden: 30,0

### België
Dagrecords
- 1922 - Laagste etmaalgemiddelde temperatuur 0,1 °C
- 2005 - Hoogste etmaalgemiddelde temperatuur 19 °C
- 1931 - Laagste minimumtemperatuur −3,2 °C
- 2022 - Hoogste maximumtemperatuur 25,5 °C[16]
- 1894 - Hoogste etmaalsom van de neerslag 30,7 mm

Uitzonderlijke gebeurtenissen
- 1950 - 7 cm sneeuw in Spa-Malchamps en in Saint-Hubert.

<< · 1 · 2 · 3 · 4 · 5 · 6 · 7 · 8 · 9 · 10 · 11 · 12 · 13 · 14 · 15 · 16 · 17 · 18 · 19 · 20 · 21 · 22 · 23 · 24 · 25 · 26 · 27 · 28 · 29 · 30 · 31 · >>